# Flughafen Rostock-Laage

i7
i11
i13
Der Flughafen Rostock-Laage (IATA-Code: RLG, ICAO-Code: ETNL) ist ein militärischer Flugplatz mit ziviler Mitbenutzung in Mecklenburg-Vorpommern und wird als regionaler Verkehrsflughafen verstanden. Er liegt im Landkreis Rostock zwischen den Laager Ortsteilen Kronskamp und Weitendorf. Er ist Heimat des Taktischen Luftwaffengeschwader 73 „Steinhoff“ sowie der Waffenschule Luftwaffe sowie im Bereich der zivilen Mitnutzung der Flughafen Rostock-Laage-Güstrow GmbH, die seit dem 1. Januar 2022 zur Berliner Zeitfracht-Gruppe gehört.

## Lage und Verkehrsanbindung

### Individualverkehr
Der Flughafen ist mit dem Kfz über die Bundesstraße 103 oder die Autobahn 19 zu erreichen.

### Öffentlicher Personennahverkehr
Eine direkte Anbindung an das Eisenbahnnetz gibt es nicht. Der nächstgelegene Verkehrshalt Kronskamp ist etwa 7 Kilometer vom Flughafen entfernt.
Eine ÖPNV-Bedienung des Flughafens von/nach Rostock erfolgt mit der rebus-Buslinie 127, deren Fahrplan auf den Flugplan des Flughafens abgestimmt ist. Die Städte Güstrow und Laage sind mit der Rebus-Buslinie 200 an den Flughafen angebunden. Es besteht auch ein Shuttledienst von/zum ZOB Greifswald in Zusammenarbeit von Taxi und Mietwagen Wedow und dem Verkehrsbetrieb Greifswald.

## Geschichte
Die Anfänge der Luftfahrt in Rostock reichen bis an den Beginn des 20. Jahrhunderts zurück.

### Vorgeschichte
Bereits vor dem Ersten Weltkrieg ließ die Stadt Rostock bei Hohe Düne einen kombinierten Land- und Wasserflugplatz anlegen.
Im Ersten Weltkrieg militärisch genutzt, begann nach dem Krieg die zivile Nutzung. Auf dem als Zoll-Wasser- und Landflughafen I. Ordnung deklarierten Flughafen spielten der Bäderflugverkehr und die Flugzeugführerausbildung der Deutschen Verkehrsfliegerschule eine wichtige Rolle. Außerdem hatten die Ernst Heinkel Flugzeugwerke ihren ersten Rostocker Firmensitz am Platz. In den 1930er Jahren erfolgte wieder eine militärische Nutzung, die im Zweiten Weltkrieg fortgesetzt wurde. Neben diesem Flughafen gab es in Rostock seit etwa 1935 die Werksflugplätze der Arado Flugzeugwerke bei Groß Klein und der Ernst Heinkel Flugzeugwerke in Marienehe.
Vom Flughafen Rostock Hohe Düne aus führte die Deutsche Lufthansa im April 1945 ihre letzten Linienflüge nach Skandinavien vor Kriegsende durch. Nach dem Zweiten Weltkrieg wurden die Rostocker Flugplätze wie die Flugzeugwerke demontiert. Die Stadt hatte keinen Flughafen mehr.
Pläne aus den 1950er Jahren, einen neuen Flughafen östlich der Stadt zu bauen, wurden nicht verwirklicht.

### Militärflieger und ziviler Luftverkehr auf dem Flugplatz Laage

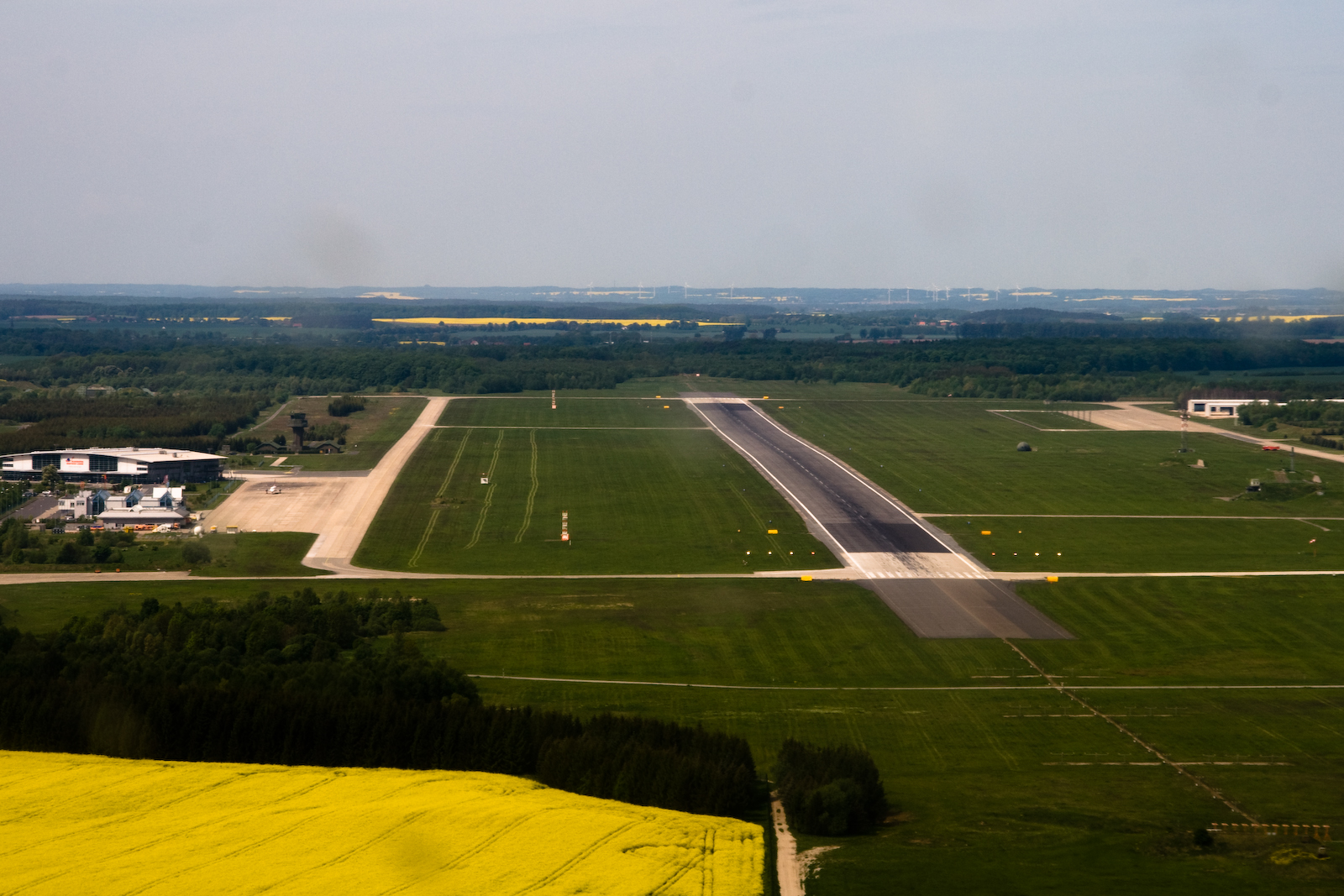
Flughafen Rostock-Laage, ehemaliger Fliegerhorst der NVA, errichtet 1980 bis 1984 vom VEB Autobahnbaukombinat

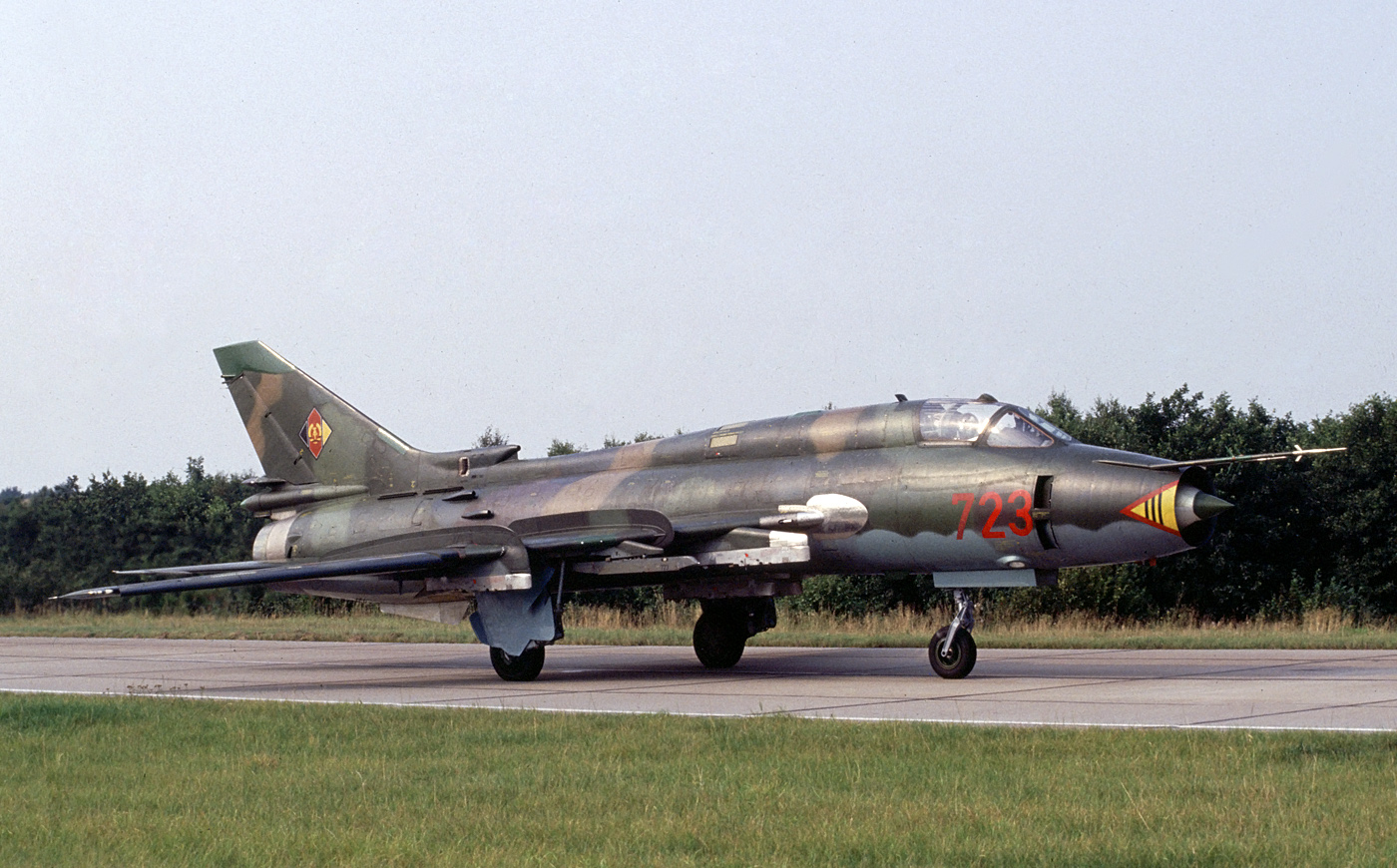
Su-22 des JBG-77 in Laage (1990)

Im Jahr 1984 wurde der Militärflugplatz Laage von der NVA der DDR in Betrieb genommen. Auf diesem Platz waren das Jagdbombenfliegergeschwader 77 und das Marinefliegergeschwader 28 stationiert.
Mit der Deutschen Einheit wurde die Luftwaffe Hausherr auf dem Flugplatz.
Der zivile Luftverkehr begann 1992. Möglich machte dies ein Mitbenutzungsvertrag mit der Bundeswehr vom Januar 1992. Dieser besagt, dass der vorher ausschließlich militärisch genutzte Flughafen auch für die zivile Nutzung freigegeben wurde.
Die Flughafen Rostock-Laage-Güstrow GmbH errichtete ein erstes Terminal und weitere für den zivilen Flugbetrieb notwendige Anlagen. Der Zivilflughafen bekam den Namen Flughafen Rostock-Laage.
Lag der Schwerpunkt des Luftverkehrs zunächst auf innerdeutschen Linienverbindungen, so wurde der Ferienflugverkehr immer mehr zur tragenden Säule des Flughafens. Dort lag der Schwerpunkt zunächst auf Verbindungen in südliche Feriengebiete, inzwischen sind die Verbindungen für ankommende Touristen mit dem Urlaubsziel Mecklenburg-Vorpommern ebenfalls wichtig geworden.
Von 1994 bis 2005 war Rostock Teil des Nachtluftpostsystems der Deutschen Post und wurde mit gecharterten Boeing 737 der Deutschen Lufthansa AG nächtlich zum Zweck des Nachtluftpostumschlages angeflogen. Bis 2009 wurde die München-Strecke noch von der OLT im Rahmen einer Fluglinienförderung des Landes Mecklenburg-Vorpommern bedient.
Im Terminal befindet sich eine Ausstellung zur Geschichte der Luftfahrt in Mecklenburg-Vorpommern, in der auch ein Nachbau der Heinkel He 178, des ersten Strahlflugzeugs der Welt, zu finden ist.
Im Januar 2008 wurde die neue Zufahrt zum Flughafen in Betrieb genommen. Fahrzeuge, die zum Flughafen fahren wollen, müssen nicht mehr durch den Ort Weitendorf fahren.
Ab dem 26. März 2011 wurde der Flughafen durch die Lufthansa erstmals mit dem Flughafen Frankfurt Main verbunden, jedoch wurden die Flüge zwischenzeitlich wieder eingestellt.
Seit Januar 2015 besteht eine Kooperation mit dem Kreuzfahrtunternehmen Costa Crociere. Diese beinhaltet Zubringerflüge für das Kreuzfahrtterminal in Warnemünde. Dadurch konnten deutliche Steigerungen bei den Passagierzahlen erzielt werden. Die Kooperation entwickelte sich positiv, daher gaben die beteiligten Unternehmen im November 2015 bekannt, mehr Flüge über den Flughafen abwickeln zu wollen. Mit der Reederei Pullmantur Cruises kam im Januar 2016 ein weiterer Partner für Kreuzfahrtzubringerflüge hinzu. Die Flüge werden von Wamos Air durchgeführt, sodass der Flughafen am 20. Juni 2016 erstmals von einer regulären Boeing 747 angeflogen wurde, nachdem im Jahr 2007 bereits eine VC-25A als Air Force One im Rahmen eines G8-Gipfels gelandet war. Zuletzt kam im April 2016 eine Kooperation mit einem weiteren Kreuzfahrtunternehmen, der MSC Cruises, zustande. Diese beinhaltet Zubringerflüge für die MSC Opera, die Rostock in der Sommersaison 2016 anlaufen wird.
Nachdem man im Winter 2015/2016 bereits einen Airbus A319 am Flughafen Rostock stationiert hatte, gab Germania im Juni 2016 bekannt, ab 2017 erstmals ganzjährig ein Flugzeug am Flughafen zu stationieren. Außerdem wurde die Anzahl der Ziele erhöht. Am 4. Juni 2018 nahm VLM Airlines Flüge nach Köln/Bonn auf, kündigte jedoch bereits zwei Monate später an, diese zum 16. September 2018 wieder einstellen zu wollen. Am 31. August 2018 wurde beschlossen, VLM Airlines zu liquidieren, daher wurden die Flüge vorzeitig beendet. Zum 6. Januar 2019 wurde außerdem die Verbindung nach Stuttgart von Flybmi eingestellt.
Am 4. Februar 2019 meldete Germania Insolvenz an und stellte in der folgenden Nacht den Betrieb ein. Bis zu diesem Zeitpunkt war Germania die mit Abstand wichtigste Fluggesellschaft für den Flughafen Rostock-Laage. Am 17. Februar 2019 meldete auch Flybmi Insolvenz an und stellte die verbliebenen Linienflüge nach München ein. Dadurch gab es vorübergehend keine Linienflüge mehr in Rostock-Laage.
Anschließend kündigten die Fluggesellschaften Corendon Airlines, Laudamotion und Fly Egypt an, den Flughafen Rostock-Laage nutzen zu wollen. Des Weiteren kündigte die Lufthansa am 14. März 2019 an, ab dem 1. Mai 2019 wieder selbst zwischen München und Rostock-Laage fliegen zu wollen.
Derzeit (Stand 2025, Winterflugplan) gibt es wöchentlich eine Verbindung nach Antalya mit Corendon Airlines. Im vergangenen Sommerflugplan wurden zwei Verbindungen pro Woche nach Antalya (Corendon Airlines) sowie nach Palma (Condor Flugdienst) angeboten. Condor hat zum Ende des Sommerflugplans verkündet, Rostock-Laage im nächsten Sommer nicht weiter anfliegen zu wollen.

### Air Defender 23
Vom 12. Juni bis zum 23. Juni 2023 war der Flugplatz Teil des Großmanövers Air Defender 23. Die Übung war zum damaligen Zeitpunkt die größte von Luftstreitkräften seit Bestehen der NATO.

## Ziviler Flugbetrieb

### Nutzung
Die zivile Mitnutzung des Flughafens beruht auf der zentralen Dienstvorschrift der Bundeswehr A1-272/2-8910 "Zivile Mitbenutzung von Flugplätzen der Bundeswehr" sowie einem individuell geschlossenen Mitbenutzungsvertrag.
Der Flughafen wurde lange Zeit im zivilen Bereich für Linien- und Charterflüge sowie die allgemeine Luftfahrt genutzt. Am 9. September 2005 wurde das Passagierterminal mit zwei Fluggastbrücken und einer Kapazität von 1 Million Passagieren pro Jahr eröffnet. Nach den Insolvenzen der Fluggesellschaften Germania und Flybmi Anfang Februar 2019 fanden auf dem Flughafen zwischenzeitlich keine Linienflüge mehr statt. Im Mai 2019 hat die Lufthansa die zuvor an Flybmi abgegebenen Direktflüge nach München wieder aufgenommen.
Der Flughafen machte seit der Eröffnung des Passagierterminals grundsätzlich Verluste, die durch die öffentliche Hand ausgeglichen wurden. Ein Gutachten des BUND vom August 2020 empfahl, wegen defizitärer Strukturen sowie klimapolitischen Aspekten 7 von 14 Regionalflughäfen, darunter Rostock-Laage, zu schließen.
2021 begann ein öffentliches Interessensbekundungsverfahren zur Veräußerung der Geschäftsanteile an der Flughafen Rostock-Laage-Güstrow GmbH, sprich zur Privatisierung des Flughafens. Im Dezember erhielt die Berliner Zeitfracht-Gruppe den Zuschlag.
Jedoch wurde der Passagierflug fast gänzlich abgebaut; Direktflüge wie jene nach München gibt es nicht mehr. Stattdessen fokussiert sich die Nutzung auf Logistik und Weltraumforschung. Außerdem wird die Flotte der zur Unternehmensgruppe gehörenden German Airways seit 2022 am Standort Rostock-Laage gewartet.
Schließlich bildet die Flugschule der Lufthansa, die Lufthansa Aviation Training, in Rostock-Laage Piloten an diversen Flugzeugen aus. Außerdem befindet sich hier die Hubschrauberstaffel der Polizei Mecklenburg-Vorpommerns.

### Gesellschafter
Gesellschafter des Betreibers Flughafen Rostock-Laage-Güstrow GmbH waren bis Ende 2021 die Rostocker Versorgungs- und Verkehrs-Holding (in Besitz der Stadt Rostock), der Landkreis Rostock und die Stadt Laage. Die jährlichen Verluste des Flughafenbetriebes – so 2011 2,6 Millionen Euro – wurden durch die drei Gesellschafter und durch das Land Mecklenburg-Vorpommern ausgeglichen. Im Jahr 2013 hatte der Flughafen wiederum ein Defizit von rund 2,8 Millionen Euro aufzuweisen. Seit Jahren steht der Flughafen wegen des defizitären Betriebs in der Kritik. Ferner wird die offizielle Passagierstatistik kritisiert, da in dieser bspw. auch Flugschüler der ansässigen Flugschulen mitgezählt werden.
Am 26. November 2021 wurde der Verkauf der Flughafengesellschaft Rostock-Laage beschlossen. Die kommunalen Gesellschafter, die Rostocker Versorgungs- und Verkehrs-Holding (RVV), der Landkreis Rostock sowie die Stadt Laage, stimmten dem Verkauf zum 1. Januar 2022 an die Berliner Zeitfracht-Gruppe zu.

### Terminal

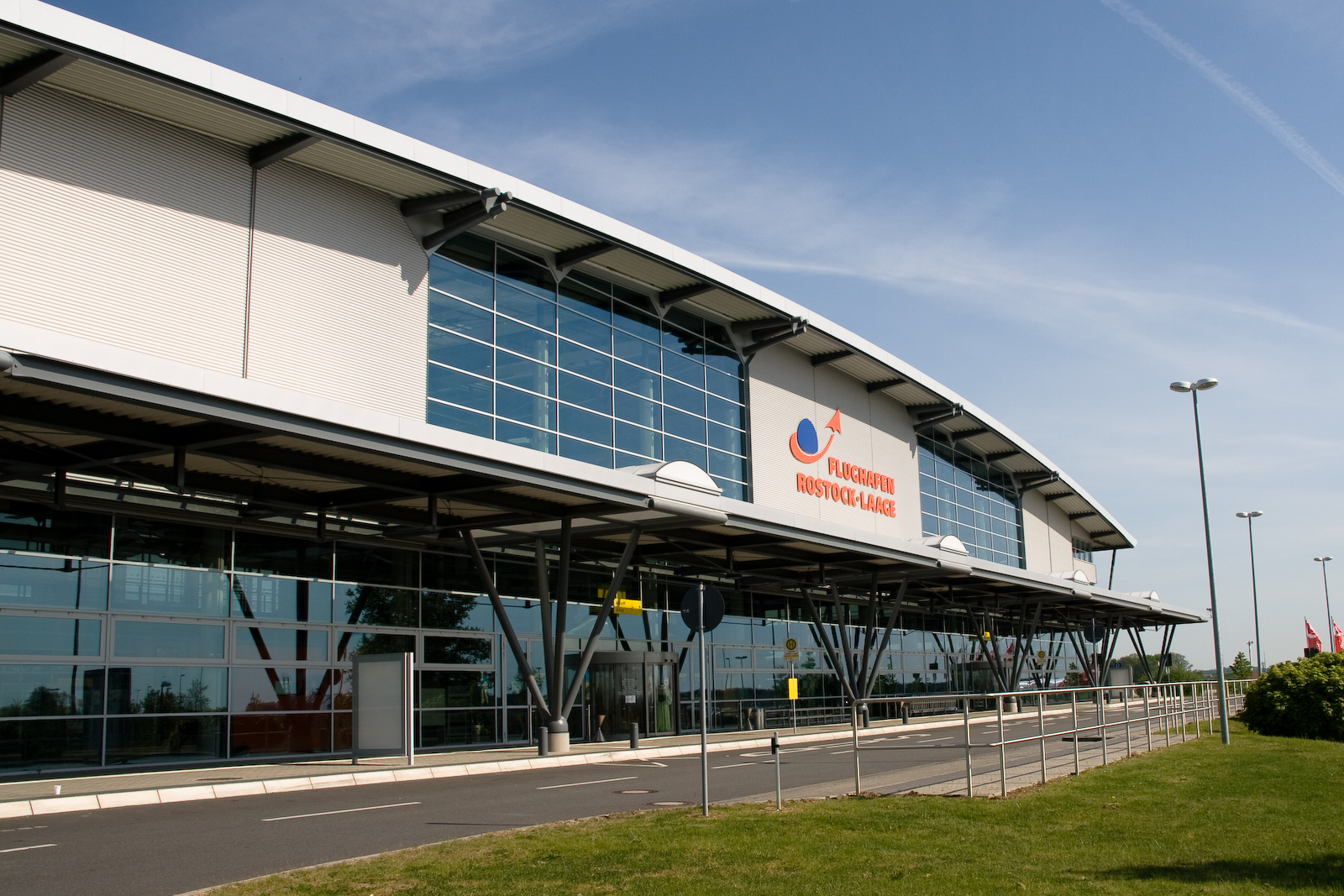
Flughafen Laage, Eingang zum Terminal

Das nach Hans Joachim Pabst von Ohain benannte neue Passagierterminal wurde am 9. September 2005 in Betrieb genommen. Es hat eine Fläche von 90 × 60 Metern und verfügt über zwei Fluggastbrücken, acht Check-in-Schalter und zwei Gepäckausgabebänder. Für die Sicherheitskontrolle stehen zwei Kontrolllinien mit Röntgenprüfgerät und Metalldetektor zur Verfügung. Schalter für die Grenz- und Passkontrolle sind vorhanden. Im Fluggastbereich gibt es einen Duty-free-Shop, eine Mokkabar, einen Raucherbereich und einen Kinderspielplatz. Für alle vom Flughafen operierenden Fluggesellschaften gibt es Ticketschalter. Mietwagen- und Reiseagenturen sind im Terminal vorhanden.
Das Vorfeld des Terminals bietet fünf Abstellpositionen zum Beispiel für kleinere Maschinen. Maschinen auf der Vorfeldposition werden von den Passagieren zu Fuß erreicht (Walkboarding). Die Linienbusse von und nach Rostock halten direkt vor dem Terminal. Für Pkw stehen 1000 Stellplätze zur Verfügung.
Zubringerflüge werden zu den Passagierwechseln der Kreuzfahrtschiffe im Warnemünder Hafen angeboten.

### Verkehrszahlen

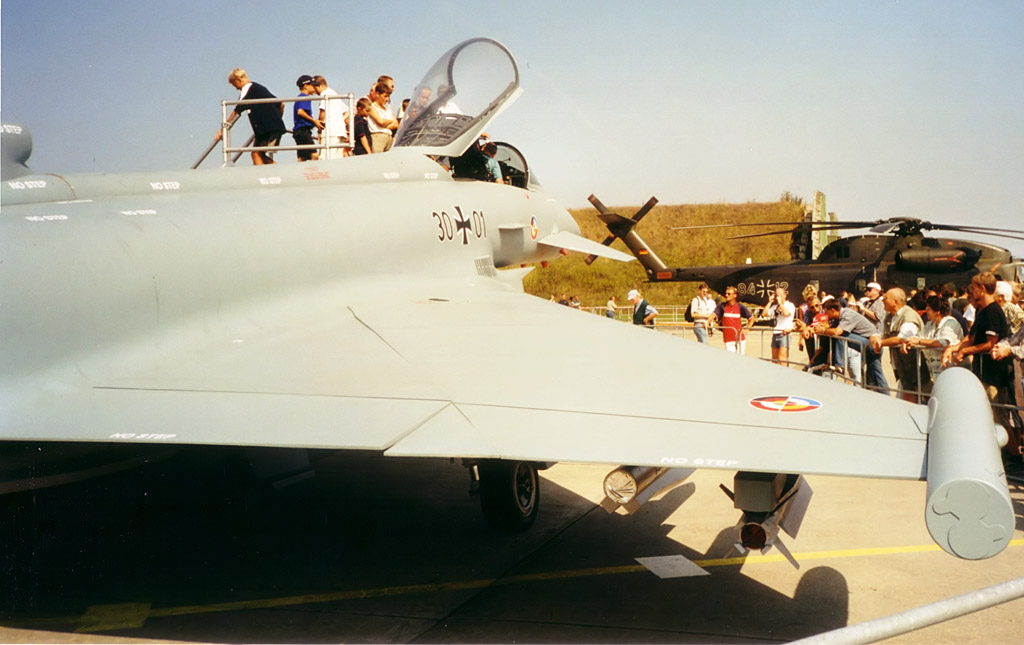
Der Eurofighter in Laage

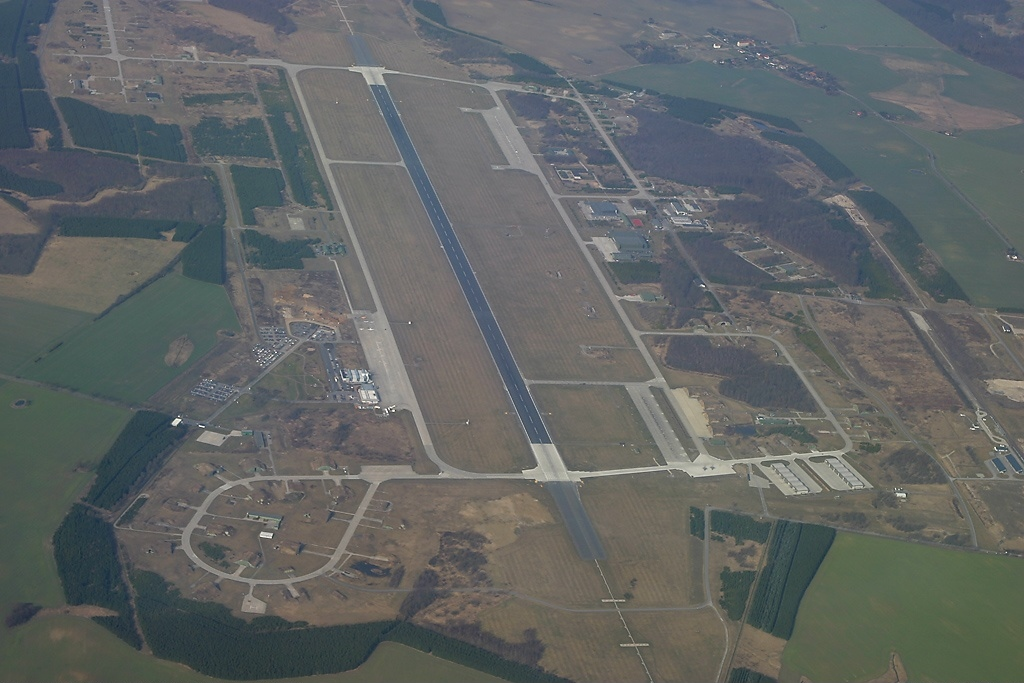
Luftbild des Flughafengeländes

| 1                                                                | Türkei       | 16.998 |
| 2                                                                | Griechenland | 4.394  |
| 3                                                                | Italien      | 1.677  |
| In dieser Statistik sind nur Starts enthalten. (Keine Landungen) |              |        |

| 1                                                                | Antalya        | Türkei       | 16.998 |
| 2                                                                | Heraklion      | Griechenland | 4.386  |
| 3                                                                | Mailand-Linate | Italien      | 1.543  |
| 4                                                                | Las Palmas     | Spanien      | 340    |
| 5                                                                | Teneriffa-Süd  | Spanien      | 334    |
| In dieser Statistik sind nur Starts enthalten. (Keine Landungen) |                |              |        |

## Militärische Nutzung
Die Anlagen des Fliegerhorstes Laage und die zugehörige Kasernenanlage befinden sich größtenteils nördlich der Start- und Landebahn und des Rollwegs Nord. Der militärische Bereich wird von zwei Verbänden genutzt.
- Taktische Luftwaffengeschwader 73 „Steinhoff“: Es wurde als erstes Jagdgeschwader in Deutschland ab 2004 mit Eurofighter Typhoon ausgerüstet; zuvor nutzte es, ab 1994 am Standort Laage, als einziges Geschwader der bundesdeutschen Luftwaffe Flugzeuge des sowjetischen Typs MiG-29, die 1990 von der Nationalen Volksarmee der DDR übernommen worden waren.
- Waffenschule Luftwaffe: Dieser Verband wurde 2019 neu in Laage aufgestellt.